# Ilusiones mortales
Ilusiones mortales (en inglés: Deadly Illusions) es una película estadounidense de drama y suspenso de 2021 escrita y dirigida por Anna Elizabeth James y protagonizada por Kristin Davis, Dermot Mulroney, Greer Grammer y Shanola Hampton.

## Reparto
- Kristin Davis como Mary Morrison
- Dermot Mulroney como Tom Morrison
- Greer Grammer como Grace
- Shanola Hampton como Elaine
- Marie Wagenman como Álex
- Shylo Molina como Sam
- Melissa Chambers como la tía de Grace
- Shaun Wu como Kioki
- Abella Bala como Darlene

## Producción
La película se rodó en Albuquerque, Nuevo México, en 2019.

## Estreno
La película fue estrenada el 18 de marzo de 2021 por Netflix. Fue la película más vista en la plataforma en su primer fin de semana.

## Recepción
Deadly Illusions recibió reseñas sumamente negativas de parte de la crítica y de la audiencia. En el sitio web especializado Rotten Tomatoes, la película posee una aprobación de 20%, basada en 15 reseñas, con una calificación de 3.4/10, mientras que de parte de la audiencia tiene una aprobación de 13%, basada en más de 250 votos, con una calificación de 1.5/5.
En el sitio IMDb los usuarios le asignaron una calificación de 3.7/10, sobre la base de más de 13 000 votos. En la página web FilmAffinity la cinta tiene una calificación de 3.4/10, basada en 554 votos.